# 竹子腳 (彰化縣)
竹子腳，原寫為竹仔腳，是臺灣彰化縣永靖鄉的一個地名，位於該鄉西部。就行政區而言，範圍大致包括竹子村、福興村。

## 歷史
台灣清治末期至日治初期，竹子腳地區為一街庄，稱為「竹仔腳庄」，隸屬於武西堡。該庄北與羅厝庄為鄰，東與同安宅庄為鄰，南邊為獨鰲庄、海豐崙庄，西邊為阿媽厝庄。
1901年（日治明治三十四年）11月，該庄隸屬於彰化廳。1909年（明治四十二年）10月，改隸屬於臺中廳。1920年（大正九年），該庄改制並雅化為「竹子腳」大字，隸屬於臺中州員林郡永靖庄，大字下有「福興」、「竹子腳」小字名。
戰後永靖庄改制為永靖鄉，隸屬於彰化縣，大字亦改制為村。

## 交通
國道1號大致以南北向經過竹子腳地區西部凸出部分，境內未設交流道，最近的是北邉的員林交流道。
鄉道彰142線（四竹路）是本地區主要的橫向道路之一，起點在鄉道143線（竹東巷）路口，往東經同安宅的四塊厝，可前往永靖市區。鄉道彰142-1線（永福路二段）是位於其南側的支線，兩者大致平行。該道路起點在本地區鄉道143線（竹中巷）路口，往東可前往永靖市區，其路線即為本地區南部邊界。
鄉道彰143線（竹東巷、竹中巷）大致以縱向穿越本地區中部，往北可前往埔心鄉的芎蕉腳，往南可前往田尾鄉的海豐崙。鄉道彰47線（竹後巷）是位於前者西側的另一條縱向道路，南側端點位於本地區鄉道彰143線（竹中巷）路口，往北可經溪湖鎮東部前往埔鹽鄉的南港。

## 學校
- 德興國小
- 福興國小

## 廟宇
- 永靖鄉竹仔腳霖濟宮
- 永靖古樹公（榕樹公）